# La Follette
La Follette é uma cidade localizada no estado norte-americano de Tennessee, no Condado de Campbell.

## Demografia
Segundo o censo norte-americano de 2000, a sua população era de 7926 habitantes.
Em 2006, foi estimada uma população de 8183, um aumento de 257 (3.2%).

## Geografia
De acordo com o United States Census Bureau tem uma área de
12,6 km², dos quais 12,6 km² cobertos por terra e 0,0 km² cobertos por água. La Follette localiza-se a aproximadamente 347 m acima do nível do mar.

## Localidades na vizinhança
O diagrama seguinte representa as localidades num raio de 24 km ao redor de La Follette.